# Luciano Tavazza
Luciano Tavazza (Porretta Terme, 16 luglio 1926 – Roma, 30 aprile 2000) è stato un giornalista italiano.

## Biografia
Nasce il 16 luglio 1926 a Porretta Terme (BO), ma trascorre gli anni più intensi della sua gioventù ad Ivrea (TO). Nel 1950 consegue con il massimo dei voti la laurea in giurisprudenza presso l’Università di Pavia, specializzandosi poi in pubbliche relazioni presso l’Università Pro Deo di Roma. Muore a Roma il 30 aprile del 2000, dopo una logorante malattia.

## Azione Cattolica Italiana
Terminati gli studi universitari viene chiamato a Roma dal Centro Nazionale della Gioventù Cattolica, allora presieduta da Carlo Carretto, dove ricopre prima la carica di delegato nazionale degli “aspiranti”, nonché di Vice-direttore – per la parte pedagogica – del giornale “Il Vittorioso” e successivamente di delegato nazionale del Movimento Studenti della GIAC. 
La sua militanza nell’Azione Cattolica Italiana continua sotto la presidenza di Mario Rossi, in un momento di forte tensione spirituale e culturale, nonché di rinnovamento e di ripresa della ragione sociale del movimento, espressa dal pensiero e dall’operato di Carretto.
Nel 1956, su sollecitazione dell’allora presidente Prof. Emilio Giaccone, entra a far parte dell’Ente Nazionale di Assistenza agli Orfani dei Lavoratori Italiani - ENAOLI, prima con la carica di capo dell’Ufficio Segreteria del Presidente e del settore Studi e Stampa, successivamente come capo dell’Ufficio degli Affari Generali.
Il Presidente della Repubblica Giuseppe Saragat, il 12 dicembre del 1971, decreta la sua nomina di Presidente dell’ENAOLI, con il compito di preparare il graduale trasferimento delle competenze dell’ente alle Regioni. Mantiene l’incarico come servizio allo Stato, in completa gratuità, fino al 1979.

## Radiotelevisione Italiana - RAI
Nel 1966 vince il concorso in RAI per il settore dell’educazione degli adulti, programma “Sapere”. Il suo lavoro in RAI termina nel 1991, anno del suo pensionamento e in questi 25 anni dirige prima il Centro TV di via Teulada e poi il Centro Radiofonico RAI.

## L’attività associativa
Agli inizi degli anni ’60 viene chiamato da Livio Labor a collaborare in seno al Movimento delle Associazioni Cristiane dei Lavoratori Italiani - ACLI: negli anni 1962-1966 ricopre prima la carica di Direttore Generale dell’Ente Nazionale Istruzione Professionale - ENAIP e successivamente quella di Amministratore Centrale del Movimento.
Nel 1978 fonda il Movimento del Volontariato Italiano - MoVI, una struttura federativa su scala nazionale di organizzazioni di volontariato laiche e cattoliche, impegnate nell’assistenza delle fasce svantaggiate della società e nella formazione dei volontari. Il Movimento nasce con la consapevolezza che il volontariato debba fare rete e assumere un ruolo “politico”, di interlocutore autorevole e sussidiario nei confronti delle istituzioni.
Nel 1991 diviene segretario generale della Fondazione Italiana per il Volontariato - FIVOL da lui ispirata dopo l’incontro con il Professor Pellegrino Capaldo, Presidente dell’allora Cassa di Risparmio di Roma; era infatti convinto della necessità di sostenere il volontariato attraverso attività strutturate di ricerca, formazione e divulgazione, facendo della FIVOL un punto di riferimento per tutto il volontariato italiano e promotore della nascita dei primi Centri di Servizi per il Volontariato.
Nello stesso periodo fonda e dirige la Conferenza Permanente delle Associazioni, Federazioni e Reti di Volontariato - CONVOL che raggruppa le più importanti sigle del volontariato. Si impegna anche nel settore della giustizia fondando con alcune organizzazioni di volontariato la Conferenza nazionale Volontariato e Giustizia. 
Nel 1974 è impegnato nell’organizzazione del convegno “La responsabilità dei cristiani di fronte alle attese della carità e della giustizia”, passato poi alla storia con l’appellativo di “Convegno sui Mali di Roma”, dove L. Tavazza riporta nelle conclusioni le risultanze del convegno al cospetto di 5000 partecipanti, tra i quali anche - come osservatori -  alcuni studiosi di Paesi europei. Dopo il Convegno viene chiamato a far parte del gruppo di lavoro istituito dal cardinale Ugo Poletti per la traduzione pratica, nella diocesi, delle conclusioni convegnistiche.

## Legge quadro sul volontariato (Legge 11 agosto 1991, n. 266)
Dal 1984 al 1991 partecipa con i parlamentari italiani di ogni partito alla redazione della legge quadro sul volontariato (Legge 11 agosto 1991, n. 266). Negli anni successivi, fino al 1999, viene cooptato, in qualità di esperto, da tutti i Ministri degli Affari e della Solidarietà Sociale che si sono succeduti, specialmente in riferimento agli adempimenti della legge quadro sul volontariato e, in particolare, nella preparazione delle Conferenze Nazionali Governative del Volontariato all’interno dell’omologo Osservatorio istituito presso il Ministero poi denominato del Lavoro e Politiche sociali.

## Riconoscimenti
Il Presidente della Repubblica Italiana Giovanni Leone decreta, nel 1975, la nomina di Grand’Ufficiale della Repubblica per meriti di lavoro nel campo socio-assistenziale.
Il suo rilevante contributo culturale nell’ambito del terzo settore viene testimoniato dall’organizzazione e dalla partecipazione a molti convegni, seminari ed incontri su scala internazionale, nazionale, regionale e locale.